# Marvel Studios
Marvel Studios, LLC (conocida como Marvel Films de 1993 a 1996) es un estudio cinematográfico estadounidense que tiene su sede en los Walt Disney Studios de Burbank (California, Estados Unidos), el estudio es una filial de The Walt Disney Company. Marvel Studios es conocido por producir el Universo cinematográfico de Marvel, basado en los personajes de Marvel Comics.
Desde 2008, Marvel Studios ha estrenado 37 películas desde Iron Man hasta The Fantastic Four: First Steps, 15 series de televisión desde 2021, iniciando por  WandaVision  hasta Eyes of Wakanda - de estas series Loki cuenta con dos temporadas y What If...? con tres temporadas - una serie de cortos como I Am Groot junto a su segunda temporada, y dos especiales que han sido Werewolf by Night y The Guardians of the Galaxy Holiday Special. Estas películas, series de televisión, series de cortos y especiales comparten continuidad con el UCM o MCU por sus siglas en inglés, (Universo Cinematográfico de Marvel).
Además del Universo cinematográfico de Marvel, Marvel Studios también participó en la producción de otras franquicias de películas de personajes de Marvel que han superado los mil millones de dólares en ingresos de taquilla en América del Norte, incluidas las franquicias de películas múltiples de X-Men y Spider-Man.
Marvel Studios también está produciendo series de televisión que se transmiten en Disney+ y supervisaron la producción de las series restantes de Marvel Television luego de su incorporación a Marvel Studios.

## Trasfondo

### Timely Era
Durante lo que se conoce como la era Timely de Marvel, el Capitán América obtuvo la licencia de Republic Pictures para una serie solo para la publicidad gratuita. Timely no proporcionó ningún dibujo del Capitán América con su escudo o cualquier otro trasfondo, y Republic creó un trasfondo completamente nuevo para el personaje y lo retrató usando una pistola.

### Era deMarvel Entertainment Group
Desde finales de la década de 1970 hasta principios de la de 1990, Marvel Entertainment Group (MEG) vendió opciones a los estudios para producir películas basadas en personajes de Marvel Comics. Uno de los superhéroes de Marvel, Spider-Man, fue adquirido a fines de la década de 1970, y los derechos volvieron a Marvel sin que se hubiera producido una película dentro del plazo asignado. De 1986 a 1996, la mayoría de los personajes principales de Marvel habían sido elegidos, incluidos los Cuatro Fantásticos, X-Men, Daredevil, Hulk, Silver Surfer y Iron Man. Una película de Howard the Duck llegó a la pantalla en 1986, pero fue un fracaso de taquilla. MEG fue comprada por New World Entertainment en noviembre de 1986 y pasó a producir películas basadas en los personajes de Marvel. Estrenó The Punisher (1989) antes de que MEG fuera vendido al Andrews Group de Ronald Perelman. Se produjeron otras dos películas: Capitán América (1990) estrenada en el Reino Unido en pantallas y directo a vídeo en los Estados Unidos, y Los cuatro fantásticos (1994).

## Historia

### Marvel Films
Tras el acuerdo de Marvel Entertainment Group (MEG) ToyBiz en 1993, Avi Arad de ToyBiz fue nombrado presidente y director ejecutivo de la división Marvel Films y de New World Family Filmworks, Inc., una subsidiaria de New World Entertainment. New World fue la antigua empresa matriz de MEG y más tarde una filial del grupo Andrews. Marvel Productions se convirtió en New World Animation en 1993 cuando Marvel iniciaría Marvel Films, incluida Marvel Films Animation. Marvel Films Animation compartió a Tom Tataranowicz con New World Animation como jefe de desarrollo y producción. New World Animation (The Incredible Hulk), Saban (X-Men) y Marvel Films Animation (Spider-Man) produjeron, cada una, una serie de Marvel para televisión para la temporada de 1996-1997. Fue la única producción de Marvel Films Animation. A finales de 1993, Arad y 20th Century Fox llegaron a un acuerdo para hacer una película basada en los X-Men.
New World Animation y Marvel Films Animation fueron vendidas junto con el resto de New World por Andrews Group a News Corporation/Fox como se anunció en agosto de 1996. Como parte del acuerdo, Marvel otorgó los derechos de Capitán América, Daredevil y Silver Surfer para ser en Fox Kids Network y producido por Saban. New World Animation continuó produciendo una segunda temporada de The Incredible Hulk para UPN.

### Marvel Studios
En agosto de 1996, Marvel creó Marvel Studios, una incorporación de Marvel Films, debido a la venta de New World Communications Group, Inc., la filial del grupo Andrews de Marvel en estaciones de cine y televisión, a News Corporation/Fox. Presentando una solicitud ante la Comisión de Bolsa y Valores de Estados Unidos para recaudar dinero para financiar la nueva corporación; Marvel, Zib, Inc. y Avi Arad, de Isaac Perlmutter, vendieron acciones de Toy Biz, que Marvel había comenzado y se hizo pública en febrero de 1995. Toy Biz presentó una oferta de 7.5 millones de acciones con un precio de cierre de $20.125 en ese momento, por lo que la oferta valía aproximadamente $150 millones. Toy Biz trató de vender 1 millón de acciones y Marvel trató de vender 2,5 millones de acciones.
Jerry Calabrese, presidente de Marvel Entertainment Group y Avi Arad, jefe de Marvel Films y director de Toy Biz, recibieron el control en tándem de Marvel Studios. Bajo Calabrese y Arad, Marvel buscó controlar la preproducción encargando guiones, contratando directores y personajes de reparto, entregando el paquete a un importante socio de estudio para la filmación y distribución. Arad dijo sobre el objetivo del control: "Cuando entras en un negocio con un gran estudio, ellos están desarrollando cien o 500 proyectos; te pierdes por completo. Eso no funciona para nosotros. Simplemente no lo haremos Punto." Marvel Studios concertó un contrato de desarrollo de siete años con 20th Century Fox para cubrir los mercados de los Estados Unidos e internacionalmente. En diciembre siguiente, Marvel Entertainment Group pasó por un plan de reorganización, que incluía a Marvel Studios como parte de su inversión estratégica. En 1997, Marvel Studios perseguía activamente varias producciones cinematográficas basadas en personajes de Marvel, incluidas las eventuales películas X-Men (2000), Daredevil (2003), Elektra (2005) y Fantastic Four (2005). Los proyectos no producidos incluyeron Prince Namor, basado en el personaje Namor y que sería dirigido por Philip Kaufman, y Mort the Dead Teenager, basado en el cómic del mismo nombre y escrito por John Payson y el creador de Mort, Larry Hama. Marvel estaba desarrollando una serie animada del Capitán América con Saban Entertainment para Fox Kids Network que se estrenaría en el otoño de 1998. Sin embargo, debido a la quiebra, la serie fue cancelada después de que solo se hicieran diseños de personajes y un carrete promocional de un minuto.

### Licencia Films
La primera película empaquetada y autorizada por Marvel Studios fue Blade, basada en el cazador de vampiros Blade. La película fue dirigida por Stephen Norrington y protagonizada por Wesley Snipes como Blade. Fue lanzado el 21 de agosto de 1998, recaudando $70.087.718 en los Estados Unidos y Canadá y $131.183.530 en todo el mundo.
A Blade le siguió X-Men, dirigida por Bryan Singer y lanzada el 14 de julio de 2000. X-Men recaudó $157.299.717 en los Estados Unidos y Canadá y $296.250.053 en todo el mundo. Blade y X-Men demostraron que se podían hacer películas muy populares a partir de personajes de cómics que el público en general no conocía.
Antes del lanzamiento de X-Men, Marvel Studios negoció un acuerdo con el entonces funcional Artisan Entertainment, exitoso por The Blair Witch Project, de bajo presupuesto, para una empresa conjunta de coproducción que incluía los derechos de 15 personajes de Marvel, incluido el Capitán América, Thor, Pantera Negra, Puño de Hierro y Deadpool. Artisan financiaría y distribuiría, mientras que Marvel desarrollaría vínculos de licencia y comercialización. La biblioteca de producción resultante, que también incluiría series de televisión, películas directamente en vídeo y proyectos de Internet, sería copropietaria. En 2001, el éxito de los cómics de Marvel Entertainment, Ultimate Marvel creó influencia en Hollywood para Marvel Studios, impulsando más propiedades en desarrollo.
La siguiente película con licencia de Marvel Studios fue Spider-Man de Columbia Pictures, dirigida por Sam Raimi y protagonizada por Tobey Maguire como Spider-Man. La película fue lanzada el 3 de mayo de 2002, recaudando $403,706,375 en los Estados Unidos y Canadá y $821,708,551 en todo el mundo. El éxito inicial de Spider-Man llevó al estudio de la película a emitir un avance de siete cifras para una secuela. Arad habló del trato: "Las películas hacen secuelas. Por lo tanto, es un gran lujo económico saber que una película obtendrá una segunda y una tercera. Este es un asunto de precedencia". Según un análisis de Lehman Brothers, el estudio ganó solo $62 millones por las primeras dos películas de Spider-Man. Marvel estaba ganando más con la mitad de las tarifas de licencia de productos de consumo mientras ganaba relativamente poco con la película, pero fue suficiente para que Marvel recuperara sus bases financieras. En octubre de 2002, Marvel Studios anunció acuerdos para Sub-Mariner y Prime con Universal Studios.
En contraste con las historias originales de las películas de Superman y Batman de DC Comics, las películas de Marvel se inspiraron más directamente en sus cómics, copiando de ellos piezas, escenas, tramas y diálogos.
En 2003, David Maisel se acercó a Arad para que ganara más a Marvel por sus películas. Maisel, Arad y Perlmutter se conocieron y Maisel fue contratado como presidente y director de operaciones. La oficina del estudio, entonces en Santa Monica Boulevard, era pequeña con una docena de miembros del personal. Kevin Feige, que más tarde se convertiría en director ejecutivo, era entonces un ejecutivo júnior que generaba notas de guion para los estudios con licencia. En enero de 2003, Marvel, Sci-Fi Channel y Reveille Productions acordaron desarrollar dos películas piloto basadas en Brother Voodoo y Strikeforce: Morituri.
En asociación con Lionsgate en 2004, Marvel Studios planeó ingresar al mercado directo a DVD con ocho películas animadas con la distribución de Lionsgate Home Entertainment. La línea fue una prueba de concepto para el plan posterior de Maisel. Eric Rollman fue contratado por Marvel como vicepresidente ejecutivo de entretenimiento en el hogar y producción de televisión para Marvel Studios para supervisar el trato con Lionsgate.

### Producción
En 2004, David Maisel fue contratado como director de operaciones de Marvel Studios ya que tenía un plan para que el estudio autofinanciara películas. Marvel entró en una estructura de deuda sin recurso con Merrill Lynch que estaba garantizada por ciertos derechos cinematográficos sobre un total de 10 personajes de la gran bóveda de Marvel. Marvel obtuvo $525 millones para hacer un máximo de 10 películas basadas en las propiedades de la compañía durante ocho años, de acuerdo con los parámetros del acuerdo original. Esos personajes fueron: Ant-Man, Los Vengadores, Pantera Negra, Capitán América, Capa y Daga, Doctor Strange, Hawkeye, Nick Fury, Power Pack y Shang-Chi. Ambac aseguró que las películas tendrían éxito o pagarían el pago de intereses de la deuda y obtendrían la garantía de los derechos de la película.
Inicialmente, Marvel Studios estaba en conversaciones con Universal Pictures como posible distribuidor, ya que Universal poseía los derechos cinematográficos tanto de Hulk como de Namor durante ese tiempo. Las negociaciones se prolongaron, por lo que el estudio comenzó a hablar con Paramount Pictures. En el segundo trimestre de 2005, Merrill intentó retirarse del financiamiento total de cada película, exigiendo que Marvel financiara 1/3 del presupuesto. Marvel recuperó los derechos en cinco territorios extranjeros de Paramount para la venta anticipada para satisfacer esa demanda. El 6 de septiembre de 2005, Marvel anunció el acuerdo de financiación de Merrill Lynch con Paramount como comercializador y distribuidor. Además, la empresa matriz cambió su nombre de Marvel Enterprises, Inc. a Marvel Entertainment, Inc. para reflejar el cambio a la autoproducción.
El estudio se mudó a una nueva ubicación sobre un concesionario de Mercedes-Benz en Beverly Hills. Maisel también fue nombrado vicepresidente del estudio, pero informó a Isaac Perlmutter. En octubre de 2005, Michael Helfant se incorporó al estudio como presidente y director de operaciones.
En noviembre de 2005, Marvel obtuvo los derechos cinematográficos de Iron Man de New Line Cinema. Marvel reveló que había recuperado los derechos cinematográficos de Hulk de Universal en febrero de 2006, a cambio de dejar que Universal poseyera los derechos de distribución de The Incredible Hulk y el derecho de tanteo para recoger los derechos de distribución de cualquier futura cinta de Hulk que Marvel Studios creará. En abril de 2006, se anunció que Thor sería una producción de Marvel Studios. Posteriormente, Lionsgate Entertainment abandonó el proyecto cinematográfico Black Widow que tenía desde 2004, devolviendo los derechos a Marvel.
Maisel y Arad pelearon por la tasa de estrenos de películas y la fuerza de los personajes en la alineación de la película. Perlmutter apoyó a Maisel y, por lo tanto, en mayo de 2006, Arad renunció como presidente del estudio y director ejecutivo. En marzo de 2007, David Maisel fue nombrado presidente y Kevin Feige fue nombrado presidente de producción cuando Iron Man comenzó a filmar.
En enero de 2008, Marvel Animation se incorporó para dirigir los esfuerzos de Marvel en los mercados de animación y entretenimiento en el hogar, incluidos los esfuerzos de animación con Lionsgate y Nickelodeon. En marzo, la compañía acordó una distribución de cable básica de cinco imágenes con FX para las películas de Iron Man y The Incredible Hulk con las películas adicionales que se nombrarán más adelante. En noviembre, Marvel Studios firmó un contrato de arrendamiento con Raleigh Studios para albergar su sede y oficinas de producción y filmar las próximas cuatro películas en la lista de los estudios, incluyendo Iron Man 2 y Thor, en sus instalaciones de Manhattan Beach. En septiembre de 2008, Paramount agregó a su contrato de distribución de películas nacionales 5 películas de Marvel adicionales en el extranjero.
En 2009, Marvel intentó contratar a un equipo de escritores para ayudar a encontrar formas creativas de lanzar sus propiedades menos conocidas, como Pantera Negra, Cable, Iron Fist, Nighthawk y Visión. A principios de 2009, Sony devolvió todos los derechos de televisión de Spider-Man (incluida la acción en vivo) a cambio de un ajuste a los derechos de la película.

### Filial del conglomerado de Disney

Logotipo de Marvel Studios, utilizado desde 2013 hasta 2016.

El 31 de diciembre de 2009, The Walt Disney Company compró Marvel Entertainment por $4000 millones. Tanto Marvel como Disney declararon que la fusión no afectaría ningún acuerdo preexistente con otros estudios de cine por el momento, aunque Disney dijo que distribuirían futuros proyectos de Marvel con su propio estudio una vez que expiraran los acuerdos.
En abril de 2010, circularon rumores de que Marvel buscaba crear películas de entre 20 y 40 millones de dólares basadas en propiedades como Doctor Strange, Ka-Zar, Luke Cage, Dazzler y Power Pack. Kevin Feige respondió diciendo que, aunque los presupuestos generalmente nunca se discuten al principio del desarrollo, Marvel estaba considerando películas para todos los personajes mencionados en el rumor, excepto Dazzler, cuyos derechos estaban en Fox.
En junio de 2010, Marvel Entertainment estableció una división de televisión dentro de Marvel Studios, encabezada por Jeph Loeb como vicepresidente ejecutivo, bajo la cual Marvel Animation sería operada. El 18 de octubre, Walt Disney Studios Motion Pictures adquirió los derechos de distribución de Los Vengadores y Iron Man 3 de Paramount Pictures con el logotipo de Paramount y el crédito restante en esas películas.
El 22 de agosto de 2011, a instancias de Disney, el estudio despidió a la mayor parte de su departamento de marketing: Dana Precious, vicepresidente ejecutivo de marketing mundial; Jeffrey Stewart, vicepresidente de marketing mundial y Jodi Miller, gerente de marketing mundial. Disney comercializa las películas de Marvel. En abril de 2012, The Walt Disney Company China, Marvel Studios y DMG Entertainment anunciaron un acuerdo para coproducir Iron Man 3 en China. DMG financió parcialmente, produjo en China con Marvel y se encargó de los asuntos de coproducción. DMG también distribuyó la película en China junto con Disney.
En abril de 2013, Marvel Studios trasladó sus oficinas de producción ejecutiva desde Manhattan Beach Studios Media Campus a The Walt Disney Studios en Burbank, California.
El 2 de julio de 2013, Disney compró los derechos de distribución de Iron Man, Iron Man 2, Thor y Capitán América: el primer vengador de Paramount. En septiembre de 2014, TNT adquirió los derechos de cable de Avengers: Age of Ultron, Capitán América: Civil War y otras tres películas, para emitir en la red dos años después de sus estrenos en cines. Las películas se habían emitido anteriormente en FX desde 2008.

### Subsidiaria de Walt Disney Studios
En agosto de 2015, Marvel Studios se colocó en Walt Disney Studios, con Feige reportando directamente al presidente de Walt Disney Studios, Alan Horn, en lugar del CEO de Marvel Entertainment, Isaac Perlmutter. Marvel Television y la subsidiaria Marvel Animation quedaron bajo el control de Marvel Entertainment y Perlmutter.

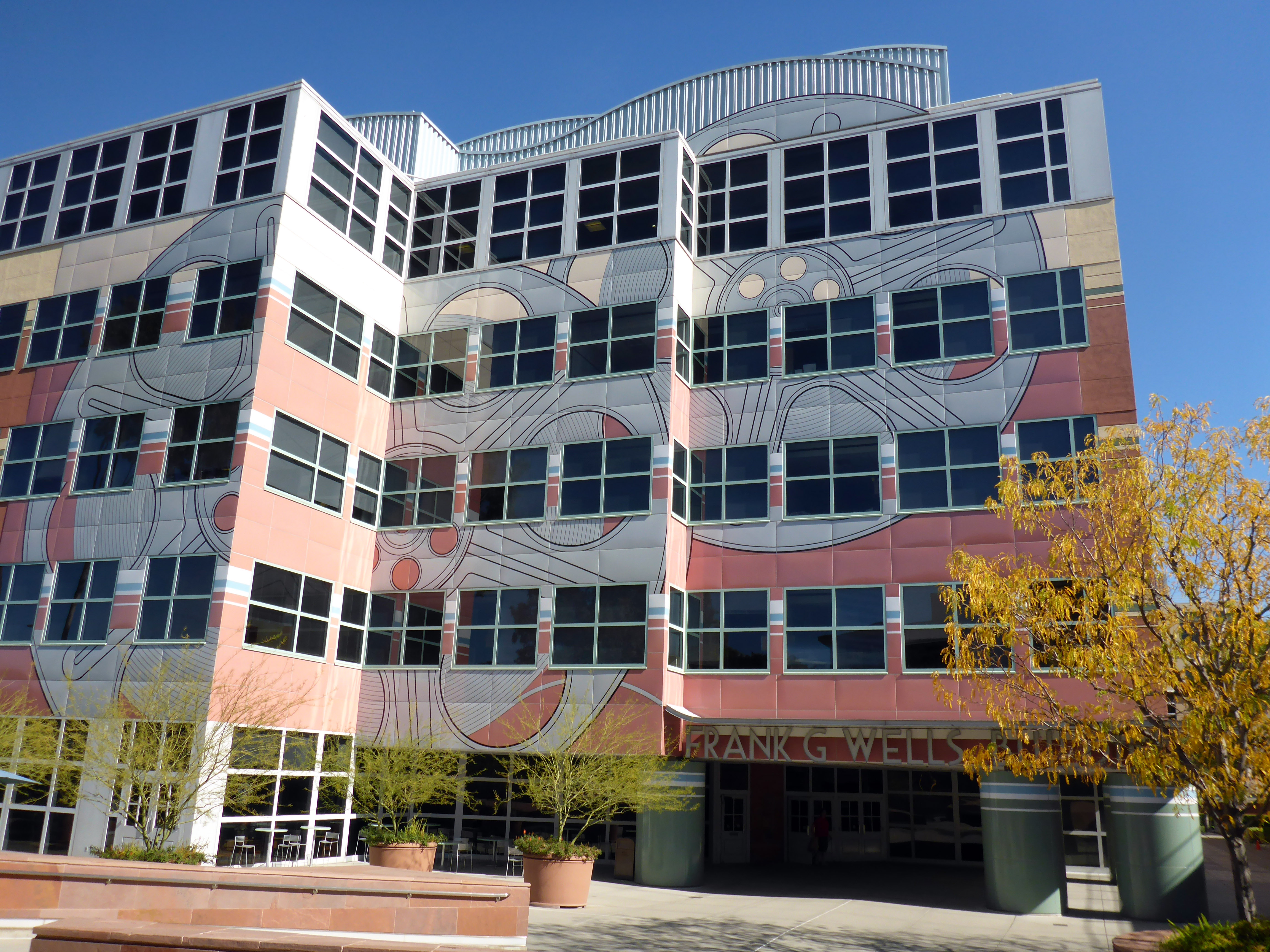
El edificio Frank G. Wells, el hogar del estudio en abril de 2017.

En abril de 2017, Marvel Studios se encontraba en el segundo piso del edificio Frank G. Wells en el lote del estudio de Disney. Fast Company clasificó a Marvel Studios en el puesto once en su lista de Compañías más innovadoras del mundo de 2018.
En septiembre de 2018, se informó que Marvel Studios estaba desarrollando varias series limitadas para el servicio de streaming Disney+, que se centran en personajes de «segundo nivel» de las películas de UCM que no lo habían hecho y era poco probable que protagonizaran sus propias películas. Los personajes con sus propias series incluyen a Loki y Bruja Escarlata, y los actores que interpretaron a los personajes en las películas repiten sus papeles para las series limitadas. Se esperaba que cada serie tuviera entre seis y ocho episodios, con un "presupuesto considerable que rivalizaba con el de las producciones de un estudio importante". La serie sería producida por Marvel Studios en lugar de Marvel Television, con Feige asumiendo un "papel práctico" en el desarrollo de cada serie.
En octubre de 2019, Feige recibió el título de Director creativo de Marvel, y supervisaría la dirección creativa de Marvel Television y Marvel Family Entertainment, y ambos volvieron a estar bajo el estandarte de Marvel Studios. Dos meses después, Marvel Television se incorporó a Marvel Studios, y Marvel Studios supervisó el desarrollo de todas las series de Marvel Television en producción en el momento de su cierre. Karim Zreik, el actual vicepresidente sénior de programación y producción de Marvel Television, se uniría a Marvel Studios junto con su equipo para supervisar la producción de la serie de Marvel Television heredada por Marvel Studios.

## Derechos de personajes
Marvel había licenciado los derechos cinematográficos de muchos de sus personajes a otros estudios en la década de 1990, comenzando con los X-Men, 4 Fantásticos, Spider-Man,Daredevil y más tarde Capitán América, Iron Man, Thor, Hulk, Hombre Hormiga, Avispa, Viuda Negra, Luke Cage, Punisher, Blade, Ghost Rider, Hombre Cosa, Pantera Negra y Deadpool, entre otros.
En febrero de 2015, Marvel Studios y Sony Pictures Entertainment anunciaron que Spider-Man aparecería en el Universo cinematográfico de Marvel, con el personaje apareciendo en Captain America: Civil War y Sony estrenando Spider-Man: Homecoming producido por Feige y Pascal el 7 de julio de 2017. Como parte del acuerdo, Sony Pictures continuaría financiando, distribuyendo, poseyendo y teniendo el control creativo final de las películas de Spider-Man. En junio de 2015, Feige aclaró que el acuerdo inicial con Sony no permitía que Spider-Man apareciera en ninguna de las series de televisión del UCM, ya que era "muy específico ... con una cierta cantidad de ida y vuelta permitida".
En septiembre de 2019, se anunció que Disney y Sony habían llegado a un nuevo acuerdo que permitía a Spider-Man aparecer en una tercera película independiente (producida por Marvel Studios y Feige) y en una futura película de Marvel Studios. Se informó que Disney cofinanciaba el 25% de la película a cambio del 25 por ciento de los beneficios de la película en el nuevo acuerdo, al tiempo que conservaba los derechos de comercialización del personaje.
La siguiente tabla detalla los derechos que han regresado a Marvel junto con los estudios de los que regresaron y el año en el que regresaron.
| Año  | Personaje              | Estudio                          | Notas / Ref. |
| ---- | ---------------------- | -------------------------------- | --- |
| 2005 | Pantera Negra          | Columbia Pictures                | Los derechos de Pantera Negra estaban en manos de Columbia Pictures y Artisan Entertainment. |
| 2005 | Iron Man               | New Line Cinema                  | [ 46 ] |
| 2006 | Thor                   | Columbia Pictures                | [ 48 ] |
| 2006 | Viuda Negra            | Lions Gate Entertainment         | [ 49 ] |
| 2006 | Hulk                   | Universal Pictures               | Los derechos cinematográficos de Hulk volvieron a Marvel Studios de Universal Studios, después de que este último no pudo ingresar a la producción de una secuela de la película de Ang Lee, Hulk (2003). Universal, sin embargo, por permitir que los derechos regresaran a Marvel incluso antes de que expiraran, se reserva el derecho de tanteo para distribuir futuras películas independientes de Hulk. |
| 2012 | Blade                  | New Line Cinema                  | [ 85 ] [ 86 ] |
| 2012 | Daredevil              | 20th Century Fox/New Regency     | [ 88 ] |
| 2013 | Ghost Rider            | Columbia Pictures                | [ 86 ] |
| 2013 | The Punisher           | Lions Gate Entertainment         | [ 86 ] |
| 2013 | Luke Cage              | Columbia Pictures                | [ 89 ] |
| 2014 | Namor                  | Universal Pictures               | En 2012, el CCO de Marvel Entertainment, Joe Quesada, creía que los derechos de Namor habían vuelto a Marvel, pero Feige dijo en agosto de 2013 que no era así. Sin embargo, Feige se expandió en julio de 2014 diciendo que Marvel Studios, ni Universal Pictures o Legendary Pictures, podría hacer una película de Namor, "pero es un poco más complicado que eso. Digámoslo de esta manera: hay enredos que lo hacen menos fácil. son contratos más antiguos que aún involucran a otras partes, lo que significa que tenemos que resolver las cosas antes de seguir adelante. A diferencia de un Iron Man o cualquiera de los Vengadores o cualquiera de los otros personajes de Marvel en los que podríamos simplemente incluirlos". En junio de 2016, Quesada volvió a declarar que, según su conocimiento, los derechos cinematográficos de Namor habían regresado a Marvel. En octubre de 2018, Feige reveló que el personaje podría aparecer en el UCM, y el estudio aún decide cómo usaría el personaje. |
| 2016 | Ego, the Living Planet | 20th Century Fox                 | 20th Century Fox pudo cambiar los poderes de Negasonic Teenage Warhead para Deadpool al darle a Marvel Studios los derechos de Ego the Living Planet, que aparece en Guardianes de la Galaxia vol. 2. |
| 2019 | 4 Fantásticos          | 20th Century Fox/Constantin Film | En 1986, Constantin Film obtuvo la licencia original de los derechos cinematográficos de los Cuatro Fantásticos de Marvel y produjo una película inédita de bajo presupuesto en 1992 con New Horizon Studios de Roger Corman para renovar la licencia. Marvel pagó a cambio del negativo de la película para que Constantin pudiera sublicenciar los derechos a 20th Century Fox. El 14 de diciembre de 2017, Disney acordó comprar la empresa matriz de 20th Century Fox, 21st Century Fox, después de que separa algunos de sus negocios. El trato se completó el 20 de marzo de 2019. |
| 2019 | X-Men                  | 20th Century Fox                 | El 14 de diciembre de 2017, Disney acordó comprar la empresa matriz de 20th Century Fox, 21st Century Fox, después de que separa algunos de sus negocios. El trato se completó el 20 de marzo de 2019. |
| 2019 | Deadpool               | 20th Century Fox                 | El 14 de diciembre de 2017, Disney acordó comprar la empresa matriz de 20th Century Fox, 21st Century Fox, después de que separa algunos de sus negocios. El trato se completó el 20 de marzo de 2019. |

## Marvel Knights
Nombrado en honor al sello del hermano corporativo Marvel Comics del mismo nombre, Marvel Knights es también el nombre que se le da a un brazo de producción de Marvel Studios destinado a producir algunos de los títulos más oscuros y menos conocidos de Marvel. La primera película producida bajo el estandarte de Marvel Knights fue Punisher: War Zone, el estreno de 2008 que reinició la franquicia de Punisher. En 2012, Ghost Rider: Espíritu de Venganza fue el segundo y último título que se lanzó bajo el estandarte de Marvel Knights.
| Año(s) | Película(s)                       | Basada en                                           | Socio de producción                                                             | Distribuidor                                                      | Presupuesto  | Taquilla        |
| ------ | --------------------------------- | --------------------------------------------------- | ------------------------------------------------------------------------------- | ----------------------------------------------------------------- | ------------ | --------------- |
| 2008   | Punisher: War Zone                | Punisher de Gerry Conway John Romita Sr. Ross Andru | - Valhalla Entertainment - MHF Zweite Academy Film - SGF Entertainment Inc.     | Lionsgate Films (EE. UU.) Sony Pictures Releasing (Internacional) | $35 millones | $10.1 millones  |
| 2012   | Ghost Rider: Espíritu de Venganza | Ghost Rider de Roy Thomas Gary Friedrich Mike Ploog | - Crystal Sky Pictures - Ashok Amritraj\|Hyde Park Entertainment - Image Nation | Columbia Pictures                                                 | $57 millones | $132.6 millones |

## Unidades
- MVL Productions LLC: filial de la pizarra de películas[98][99]
- Marvel Music (2005–presente)[100]
- Marvel Television (2019–presente): supervisa las series de televisión de Marvel.
  - Marvel Animation, Inc. (junio de 2004–presente): subsidiaria encargada de supervisar las producciones de animación de Marvel.[101][102]
    - Marvel Animation Studios
    - MLG Productions (2006–2011) Grupo subsidiario de Marvel & Lionsgate para Marvel Animated Features[103][104]

### Marvel Music
Marvel Music es una subsidiaria de Marvel Studios involucrada en la publicación de música relacionada con sus producciones. La empresa se constituyó el 9 de septiembre de 2005. y anunciado como sello para el lanzamiento de música relacionada con las producciones cinematográficas y televisivas de Marvel en 2009. Según la compañía, Marvel Music ha lanzado álbumes junto con Hollywood Records de Disney.
En 2014, Guardians of the Galaxy: Awesome Mix Vol. 1 obtuvo la certificación de Oro, y posteriormente la certificación Platinum, del Recording Industry Association of America. También se convirtió en el primer álbum de bandas sonoras de la historia en encabezar la lista Billboard 200, mientras que constaba en su totalidad de canciones lanzadas anteriormente. La compisición de Ludwig Göransson para Black Panther (2018) ganó un premio de la Academia a la mejor banda sonora original y un premio Grammy a la mejor banda sonora para medios visuales, mientras que la canción King's Dead del álbum de la banda sonora de la película ganó un Grammy a la mejor interpretación de rap.

## Personas clave
- Kevin Feige, Presidente[109]
- Louis D'Esposito, copresidente[109]
- Nate Moore, vicepresidente de Producción y Desarrollo[109]

## Logo
A partir del lanzamiento de Spider-Man en 2002, Marvel Studios presentó su logotipo de producción "flipbook", creado por Imaginary Forces. Este logo fue acompañado con música de la partitura de la película, efectos de sonido o una canción, para llevar al comienzo de la película. Este fue el logotipo que se vio al frente de todas las películas hasta 2013, cuando el logotipo se actualizó con el estreno de Thor: The Dark World, nuevamente creado por Imaginary Forces. Kevin Feige declaró que dado que Marvel era ahora su propia entidad dentro de The Walt Disney Company, "parecía el momento de actualizarlo y tener algo que sea más sustancial como un logotipo independiente frente a nuestras características" en lugar de ir acompañado de logotipos de los socios de distribución o estudio de Marvel. Feige agregó que "No queríamos reinventar la rueda [con el nuevo logo], pero queríamos que se sintiera más grande, más sustancial, por eso comienza con el giro, pero de repente es más dimensional como revisamos las letras y se revela con el brillo metálico antes de instalarse en el conocido logotipo de Marvel blanco sobre rojo, con la floritura añadida de la llegada y el anuncio de "Studios" en la parte inferior de la palabra Marvel". Imaginary Forces utilizó la misma técnica de animación en el logotipo actualizado, como lo hicieron cuando crearon la primera versión en 2002. Se les dio unos cientos de cómics para seleccionar imágenes, y finalmente eligieron 120 que eran "universales y no específicos de un personaje" y creó una narrativa "donde cada imagen hablaba con la anterior y la posterior".
El nuevo logo apareció en todas las producciones de estudio posteriores ambientadas en el Universo cinematográfico de Marvel a través de Captain America: Civil War. Con la adición del nuevo logo, Marvel Studios también agregó una fanfarria para acompañar el logo, compuesto por Brian Tyler, quien escribió las partituras de Iron Man 3, Thor: The Dark World y Avengers: Age of Ultron. Apareció en las películas Thor: The Dark World, Captain America: The Winter Soldier y Guardianes de la Galaxia.
En julio de 2016, se introdujo otro nuevo logotipo y apertura, con una fanfarria actualizada, compuesta esta vez por Michael Giacchino, quien compuso las partituras de Doctor Strange y la trilogía de Spider-Man. La nueva apertura comienza con paneles de cómics vistos en las dos aperturas anteriores, pero pasa a imágenes y arte de los personajes de las películas del Universo cinematográfico de Marvel. Fue visto por primera vez frente al Doctor Strange. El logotipo actualizado fue creado por Perception, a quienes Marvel se acercó por primera vez en enero de 2016 para actualizar su logotipo. Feige solicitó específicamente a Perception "combinar la marca y los personajes icónicos en una sola imagen, mostrando a los héroes dentro de las formas de las letras del logotipo de Marvel". El equipo de Perception se decidió por un concepto que denominaron "Cómo construir un universo", que "fue diseñado para rendir homenaje al proceso [de realización de la película] al mencionar" cómo los orígenes de una película se inspiran en los cómics, lo que luego da como resultado un guion, seguido de arte conceptual, resultando en la película final. Perception buscó inspiración en el logotipo inicial del "flipbook" y le rindió homenaje en la nueva apertura, ya que se abre de manera idéntica al logotipo del flipbook. A continuación, la apertura incluye "varias líneas tomadas directamente de las páginas del guión de varios guiones de Marvel", con Perception eligiendo "tanto las icónicas favoritas de los fanáticos como las líneas que ayudaron a establecer la amplitud del Universo Marvel". Para agregar las imágenes de arte conceptual, Perception examinó "un archivo masivo de arte conceptual y "El arte de..." libros, para seleccionar las imágenes más icónicas de cada personaje querido. Utilizando las pinturas digitales originales, el equipo de Perception animó cada uno imagen pintada desde cero. El toque final fue mapear esta obra de arte en modelos 3D para dar a estas pinturas que alguna vez fueron en 2D una sensación de profundidad a medida que la cámara se mueve a su alrededor. Finalmente, se incluyeron más de 70 piezas de metraje de las 13 películas que se habían estrenado en ese momento, y Perception las ordenó de una manera que llamaron la "bóveda" "donde se reproduce metraje luminiscente en las paredes interiores del logotipo de "Marvel".
Se presentó una versión modificada del logotipo de Perception en la D23 Expo 2017 para conmemorar el 10° aniversario del UCM. El logo debutó con Avengers: Infinity War el 26 de abril de 2018 y se usó nuevamente en Ant-Man and the Wasp. Con el estreno de Capitana Marvel, el logo actual de Perception fue alterado a instancias de Marvel Studios en honor a Stan Lee, quien murió el 12 de noviembre de 2018, solo unos meses antes del estreno de la película. El logo fue alterado, reemplazando a los personajes con cameos de UCM de Stan Lee y otras apariciones públicas relacionadas con el UCM, acompañados de una pantalla negra que decía "Gracias Stan". De igual forma, se modificó el logo para la versión Disney+ de Black Panther, en honor a Chadwick Boseman, quien falleció el 28 de agosto de 2020. El logo fue alterado, reemplazando a los personajes con imágenes y metraje de T'Challa y Boseman. El logotipo se agregó el 29 de noviembre de 2020, que habría sido el 44.º cumpleaños de Boseman.

## Biblioteca de producción

### Películas
| Año                                    | Película                                     | Director                | Distribuidor                                           |
| Fase 1                                 | Fase 1                                       | Fase 1                  | Fase 1                                                 |
| -------------------------------------- | -------------------------------------------- | ----------------------- | ------------------------------------------------------ |
| 2008                                   | Iron Man                                     | Jon Favreau             | Paramount Pictures                                     |
| 2008                                   | The Incredible Hulk                          | Louis Leterrier         | Universal Pictures                                     |
| 2010                                   | Iron Man 2                                   | Jon Favreau             | Paramount Pictures                                     |
| 2011                                   | Thor                                         | Kenneth Branagh         | Paramount Pictures                                     |
| 2011                                   | Capitán América: el primer vengador          | Joe Johnston            | Paramount Pictures                                     |
| 2012                                   | The Avengers                                 | Joss Whedon             | Paramount Pictures/Walt Disney Studios Motion Pictures |
| Fase 2                                 |                                              |                         |                                                        |
| 2013                                   | Iron Man 3                                   | Shane Black             | Paramount Pictures/Walt Disney Studios Motion Pictures |
| 2013                                   | Thor: The Dark World                         | Alan Taylor             | Walt Disney Studios Motion Pictures                    |
| 2014                                   | Captain America: The Winter Soldier          | Hermanos Russo          | Walt Disney Studios Motion Pictures                    |
| 2014                                   | Guardianes de la Galaxia                     | James Gunn              | Walt Disney Studios Motion Pictures                    |
| 2015                                   | Avengers: Age of Ultron                      | Joss Whedon             | Walt Disney Studios Motion Pictures                    |
| 2015                                   | Ant-Man                                      | Peyton Reed             | Walt Disney Studios Motion Pictures                    |
| Fase 3                                 |                                              |                         |                                                        |
| 2016                                   | Capitán América: Civil War                   | Hermanos Russo          | Walt Disney Studios Motion Pictures                    |
| 2016                                   | Doctor Strange                               | Scott Derrickson        | Walt Disney Studios Motion Pictures                    |
| 2017                                   | Guardianes de la Galaxia vol. 2              | James Gunn              | Walt Disney Studios Motion Pictures                    |
| 2017                                   | Spider-Man: Homecoming                       | Jon Watts               | Sony Pictures Releasing                                |
| 2017                                   | Thor: Ragnarok                               | Taika Waititi           | Walt Disney Studios Motion Pictures                    |
| 2018                                   | Black Panther                                | Ryan Coogler            | Walt Disney Studios Motion Pictures                    |
| 2018                                   | Avengers: Infinity War                       | Hermanos Russo          | Walt Disney Studios Motion Pictures                    |
| 2018                                   | Ant-Man and the Wasp                         | Peyton Reed             | Walt Disney Studios Motion Pictures                    |
| 2019                                   | Capitana Marvel                              | Anna Boden y Ryan Fleck | Walt Disney Studios Motion Pictures                    |
| 2019                                   | Avengers: Endgame                            | Hermanos Russo          | Walt Disney Studios Motion Pictures                    |
| 2019                                   | Spider-Man: lejos de casa                    | Jon Watts               | Sony Pictures Releasing                                |
| Fase 4                                 |                                              |                         |                                                        |
| 2021                                   | Black Widow                                  | Cate Shortland          | Walt Disney Studios Motion Pictures                    |
| 2021                                   | Shang-Chi y la leyenda de los Diez Anillos   | Destin Daniel Cretton   | Walt Disney Studios Motion Pictures                    |
| 2021                                   | Eternals                                     | Chloé Zhao              | Walt Disney Studios Motion Pictures                    |
| 2021                                   | Spider-Man: No Way Home                      | Jon Watts               | Sony Pictures Releasing                                |
| 2022                                   | Doctor Strange en el multiverso de la locura | Sam Raimi               | Walt Disney Studios Motion Pictures                    |
| 2022                                   | Thor: Love and Thunder                       | Taika Waititi           | Walt Disney Studios Motion Pictures                    |
| 2022                                   | Black Panther: Wakanda Forever               | Ryan Coogler            | Walt Disney Studios Motion Pictures                    |
| Fase 5                                 |                                              |                         |                                                        |
| 2023                                   | Ant-Man and the Wasp: Quantumania            | Peyton Reed             | Walt Disney Studios Motion Pictures                    |
| 2023                                   | Guardianes de la Galaxia vol. 3              | James Gunn              | Walt Disney Studios Motion Pictures                    |
| 2023                                   | The Marvels                                  | Nia DaCosta             | Walt Disney Studios Motion Pictures                    |
| 2024                                   | Deadpool & Wolverine                         | Shawn Levy              | Walt Disney Studios Motion Pictures                    |
| 2025                                   | Captain America: Brave New World             | Julius Onah             | Walt Disney Studios Motion Pictures                    |
| 2025                                   | Thunderbolts*                                | Jake Schreier           | Walt Disney Studios Motion Pictures                    |
| Fase 6                                 |                                              |                         | Walt Disney Studios Motion Pictures                    |
| 2025                                   | The Fantastic Four: First Steps              | Matt Shakman            | Walt Disney Studios Motion Pictures                    |
| 2026                                   | Avengers: Doomsday                           | Hermanos Russo          | Walt Disney Studios Motion Pictures                    |
| 2026                                   | Spider-Man: Brand New Day                    | Destin Daniel Cretton   | Sony Pictures Releasing                                |
| 2027                                   | Avengers: Secret Wars                        | Hermanos Russo          | Walt Disney Studios Motion Pictures                    |
| FUTUROS PROYECTOS SIN FECHA DE ESTRENO |                                              |                         |                                                        |
| TBA                                    | Shang-Chi 2                                  | Destin Daniel Cretton   | Walt Disney Studios Motion Pictures                    |
| TBA                                    | Armor Wars                                   | TBA                     | Walt Disney Studios Motion Pictures                    |
| TBA                                    | Doctor Strange 3                             | TBA                     | Walt Disney Studios Motion Pictures                    |
| TBA                                    | Blade                                        | TBA                     | Walt Disney Studios Motion Pictures                    |

### Cortometrajes

#### Animados
| Título     | Fechas de emisión | Socio(s) de producción | Distribuidor                 | Red original |
| ---------- | ----------------- | ---------------------- | ---------------------------- | ------------ |
| I Am Groot | 10 de agosto      |                        | Disney Platform Distribution | Disney+      |

### Televisión

#### Animadas
| Título                                  | Fechas de emisión      | Socio(s) de producción | Distribuidor                                                         | Red original           |
| Marvel Films Animation                  | Marvel Films Animation | Marvel Films Animation | Marvel Films Animation                                               | Marvel Films Animation |
| --------------------------------------- | ---------------------- | --- | -------------------------------------------------------------------- | ---------------------- |
| Spider-Man: The Animated Series         | 1994–1998              | Marvel Films Animation | New World Entertainment                                              | Fox Kids               |
| Marvel Films                            |                        | |                                                                      |                        |
| X-Men                                   | 1992–1997              | Saban Entertainment / Graz Entertainment / AKOM / Marvel Entertainment Group / Marvel Films                                                  | Saban Entertainment                                                  | Fox Kids               |
| Los 4 Fantásticos                       | 1994–1996              | - Philippine Animation Studios (2.ª temporada) / Wang Film Productions Co., LTD. (1.ª temporada) / Marvel Entertainment Group / Marvel Films | Genesis Entertainment (US) / New World Entertainment (International) | The Marvel Action Hour |
| Iron Man                                | 1994–1996              | Rainbow Animation Korea / Marvel Entertainment Group / Marvel Films                                                                          | Genesis Entertainment (US) / New World Entertainment (International) | The Marvel Action Hour |
| The Incredible Hulk                     | 1996–1997              | New World Animation / Marvel Films | New World Entertainment (Season 1) / Saban Entertainment (Season 2)  | UPN                    |
| Marvel Studios                          |                        | |                                                                      |                        |
| Silver Surfer                           | 1998                   | Saban Entertainment / Marvel Studios | Saban Entertainment / Marvel Studios                                 | Fox Kids               |
| Spider-Man Unlimited                    | 1999–2001              | Saban Entertainment / Marvel Studios | Saban Entertainment / Marvel Studios                                 | Fox Kids               |
| The Avengers: United They Stand         | 1999–2000              | Saban Entertainment / Marvel Studios | Saban Entertainment / Marvel Studios                                 | Fox Kids               |
| X-Men: Evolution                        | 2000–2003              | Film Roman / Marvel Studios | Warner Bros. Television Distribution / Marvel Entertainment          | Kids' WB               |
| Fantastic Four: World's Greatest Heroes | 2006–2007              | Moonscoop / Marvel Entertainment / Marvel Studios                                                                                            | MoonScoop Group Cartoon Network                                      | Cartoon Network        |
| Wolverine and the X-Men                 | 2009                   | Toonz Entertainment / Marvel Entertainment / Marvel Studios                                                                                  | Lionsgate Television                                                 | Nicktoons              |
| M.O.D.O.K.                              | 2021                   | Marvel Studios / Squeeze | Hulu                                                                 | Hulu                   |
| Hit-Monkey                              | 2021-presente          | Marvel Studios / Squeeze | Hulu                                                                 | Hulu                   |
| What If...?                             | 2021-presente          | Marvel Animation/Marvel Studios | Disney Platform Distribution                                         | Disney+                |
| X-Men'97                                | 2024-presente          | Marvel Animation/Marvel Studios | Disney Platform Distribution                                         | Disney+                |
| Your Friendly Neighborhood Spider-Man   | 2024-futuro            | Marvel Animation/Marvel Studios | Disney Platform Distribution                                         | Disney+                |
| Marvel Zombies                          | 2024-futuro            | Marvel Animation/Marvel Studios | Disney Platform Distribution                                         | Disney+                |

#### Acción en vivo
| Título                                      | Fechas de emisión              | Socio(s) de producción                                                          | Distribuidor                 | Red original | Notas                                        |
| Marvel Films                                | Marvel Films                   | Marvel Films                                                                    | Marvel Films                 | Marvel Films | Marvel Films                                 |
| ------------------------------------------- | ------------------------------ | ------------------------------------------------------------------------------- | ---------------------------- | ------------ | -------------------------------------------- |
| Generation X                                | 20 de febrero de 1996 (piloto) | MT2 Services, Inc. / Marvel Films / New World Television Production / Fox Films | New World Entertainment      | Fox          | Piloto de TV no ordenado                     |
| Marvel Studios                              |                                |                                                                                 |                              |              |                                              |
| Mutant X                                    | 2001–2004                      | Fireworks Entertainment / Global Television Network                             | Tribune Entertainment        | Redifusión   |                                              |
| Helstrom                                    | 2020                           | ABC Signature Studios                                                           | Hulu                         | Hulu         |                                              |
| WandaVision                                 | 2021                           | —                                                                               | Disney Platform Distribution | Disney+      | Parte del Universo cinematográfico de Marvel |
| The Falcon and the Winter Soldier           | 2021                           | —                                                                               | Disney Platform Distribution | Disney+      | Parte del Universo cinematográfico de Marvel |
| Loki                                        | 2021                           | —                                                                               | Disney Platform Distribution | Disney+      | Parte del Universo cinematográfico de Marvel |
| Hawkeye                                     | 2021                           | —                                                                               | Disney Platform Distribution | Disney+      | Parte del Universo cinematográfico de Marvel |
| Moon Knight                                 | 2022                           | —                                                                               | Disney Platform Distribution | Disney+      | Parte del Universo cinematográfico de Marvel |
| Ms. Marvel                                  | 2022                           | —                                                                               | Disney Platform Distribution | Disney+      | Parte del Universo cinematográfico de Marvel |
| She-Hulk                                    | 2022                           | —                                                                               | Disney Platform Distribution | Disney+      | Parte del Universo cinematográfico de Marvel |
| Werewolf By Night                           | 2022                           | —                                                                               | Disney Platform Distribution | Disney+      | Parte del Universo cinematográfico de Marvel |
| The Guardians of the Galaxy Holiday Special | 2022                           | —                                                                               | Disney Platform Distribution | Disney+      | Parte del Universo cinematográfico de Marvel |
| Secret Invasion                             | 2023                           | —                                                                               | Disney Platform Distribution | Disney+      | Parte del Universo cinematográfico de Marvel |
| Loki Temp. 2                                | 2023                           | —                                                                               | Disney Platform Distribution | Disney+      | Parte del Universo cinematográfico de Marvel |
| Echo                                        | 2024                           | —                                                                               | Disney Platform Distribution | Disney+      | Parte del Universo cinematográfico de Marvel |
| Agatha: All Along                           | 2024                           | —                                                                               | Disney Platform Distribution | Disney+      | Parte del Universo cinematográfico de Marvel |
| Dardevil Born Again                         | 2025                           | —                                                                               | Disney Platform Distribution | Disney+      | Parte del Universo cinematográfico de Marvel |
| Ironheart                                   | 2025                           | —                                                                               | Disney Platform Distribution | Disney+      | Parte del Universo cinematográfico de Marvel |
| Visión Quest                                | 2026                           | —                                                                               | Disney Platform Distribution | Disney+      | Parte del Universo cinematográfico de Marvel |
| Wonder Man                                  |                                | —                                                                               | Disney Platform Distribution | Disney+      | Parte del Universo cinematográfico de Marvel |
| Serie sobre Nova                            |                                | —                                                                               | Disney Platform Distribution | Disney+      | Parte del Universo cinematográfico de Marvel |
| Serie spin-off de Shang-chi                 |                                | —                                                                               | Disney Platform Distribution | Disney+      | Parte del Universo cinematográfico de Marvel |

#### Documentales
| Título                                 | Fechas de emisión | Distribuidor                 | Red original |
| -------------------------------------- | ----------------- | ---------------------------- | ------------ |
| Marvel Studios: Expanding the Universe | 2019              | Disney Platform Distribution | Disney+      |
| Marvel Studios: Leyendas               | 2021-presente     | Disney Platform Distribution | Disney+      |
| Marvel Studios: Unidos                 | 2021-presente     | Disney Platform Distribution | Disney+      |